# جاسم الملا
جاسم الملا (6 فبراير 1996-)، لاعب كرة قدم قطري. كانت بداياته مع نادي الجيش وانتقل إلى النادي الأهلي في عام 2016.

## روابط خارجية
- جاسم الملا على موقع Soccerway.com (الإنجليزية)